# Djebril Zonga

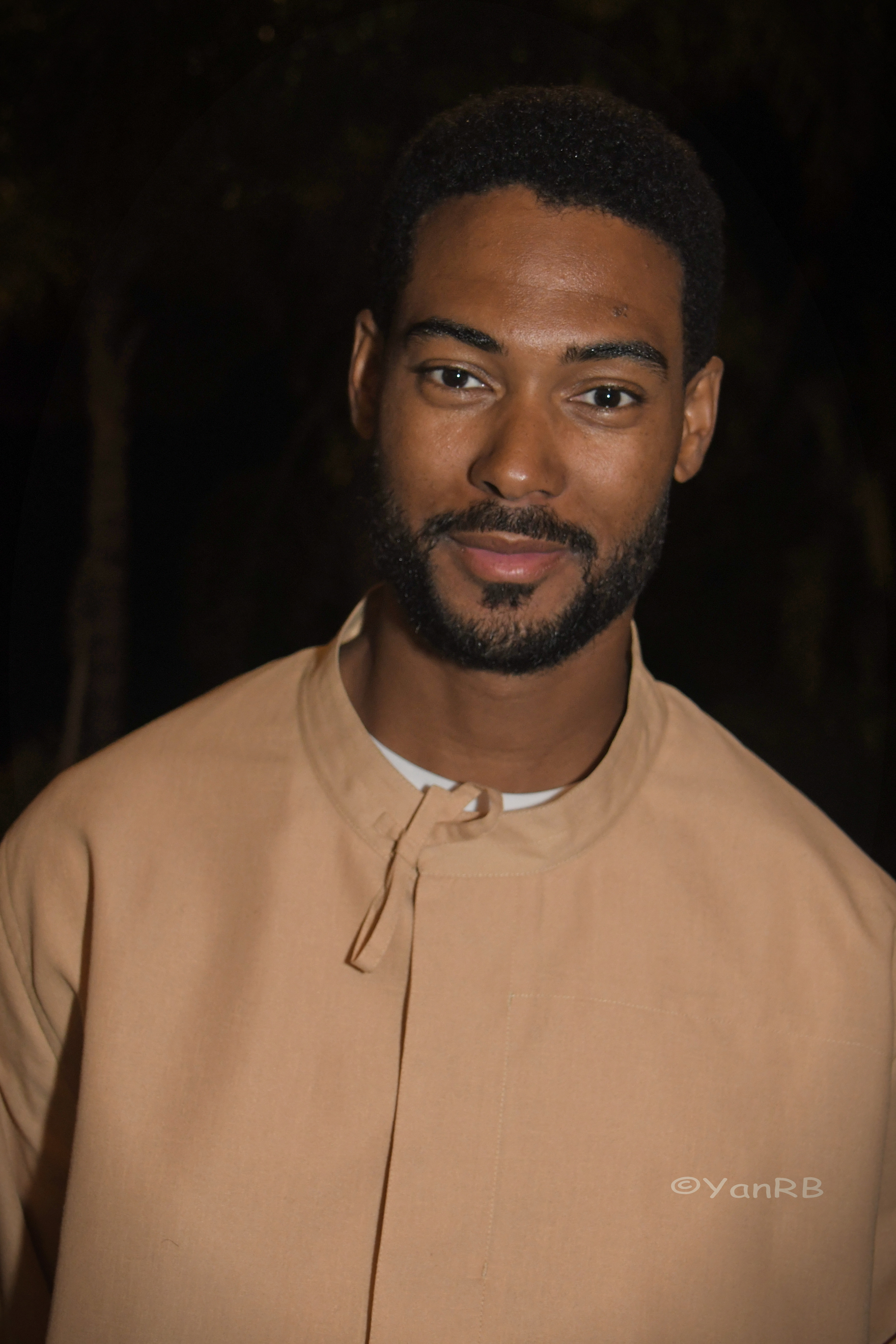
Djebril Zonga, 2023

Djebril Zonga (* 7. Oktober 1981 in Paris) ist ein französischer Filmschauspieler und ein ehemaliges Model.

## Leben
Zongas Eltern stammen aus Zentralafrika, wobei seine Mutter auch brasilianische und deutsche Wurzeln hat. Seine Mutter war Hausfrau, sein Vater arbeitete als Taxifahrer. Zonga wuchs mit seinen zwei jüngeren Schwestern und einem jüngeren Bruder im Viertel Chêne-Pointu in Clichy-sous-Bois auf. Die Eltern trennten sich, als Zonga im Jugendalter war. Seinen Vornamen Didier änderte Zonga zu Djebril, als er zum Islam konvertierte.
Zonga war von frühester Kindheit an sportbegeistert. Im Alter von 15 Jahren spielte er Fußball beim französischen Club AS Bondy und war nach mehreren Stationen in der fünften Liga im Alter von 21 Jahren ein Jahr lang in der zweiten Liga in Portugal tätig. Zonga war zuletzt bei einem Club in Bonneuil-sur-Marne aktiv, musste den Sport jedoch aufgrund einer Verletzung aufgeben.
Zonga begann Mitte der 2000er-Jahre, sich für das Modeln zu interessieren. Er wurde von der Pariser Agentur Karin Models unter Vertrag genommen und lief unter anderem für Designer Jean-Paul Gaultier. In New York stand er ab 2007 bei Ford Models unter Vertrag. Unter anderem war Zonga das internationale Werbegesicht von Aramis’ 2012er All a man is-Kampagne sowie des Parfums Fuel for Life von Diesel.
Zonga studierte 2015 in New York am Susan Batson Studio Method Acting. Zurück in Frankreich nahm er weiteren Schauspielunterricht und absolvierte Praktika. Eine erste Kinoproduktion, Sous X, in der er an der Seite von Karim Leklou die Hauptrolle übernehmen sollte, wurde kurz nach Drehbeginn neubesetzt. Im Jahr 2017 gab Zonga schließlich in einer Nebenrolle im Film C’est tout pour moi sein Filmdebüt, wobei seine Freundin Nawell Madani das Drehbuch des Films geschrieben hatte und mit Ludovic Colbeau-Justin Regie führte. Zonga überzeugte seinen Freund, Regisseur Ladj Ly, beim Vorsprechen für dessen Kurzfilm Les misérables; da Ly ihn als einen „zu schönen Jungen“ für die Rolle des Polizisten Gwada empfand, nahm Zonga für die Rolle deutlich zu und ließ sich einen Bart wachsen. Les misérables wurde 2018 für einen César in der Kategorie Bester Kurzfilm nominiert. Bereits im Frühjahr 2018 entschied sich Ly, den Kurzfilm als Langfilm zu realisieren und besetzte Zonga erneut in der Rolle des Gwada. Der 2019 erschienene Langfilm Die Wütenden – Les Misérables wurde ein internationaler Publikumserfolg und unter anderem für einen Oscar nominiert. Zonga erhielt für seine Darstellung des Gwada 2020 eine César-Nominierung als Bester Nachwuchsdarsteller.
Zonga ist seit 2007 mit der belgischen Schauspielerin Nawell Madani liiert.

## Filmografie
- 2017: C’est tout pour moi
- 2017: Les misérables (Kurzfilm)
- 2019: Die Wütenden – Les Misérables (Les misérables)

## Auszeichnungen
- 2020: CinEuphoria Award, Bestes Ensemble, für Die Wütenden – Les Misérables
- 2020: Nominierung CinEuphoria Award, Bester Nebendarsteller, für Die Wütenden – Les Misérables
- 2020: César-Nominierung, Bester Nachwuchsdarsteller, für Die Wütenden – Les Misérables